# 藜蚜
藜蚜（学名：Hayhurstia atriplicis）为常蚜科藜蚜屬下的一个种。